# خلديات
الخلديات او المناجذ (الاسم العلمي: Spalacidae)، فصيلة حيوانات لبونة قارضة تنتمي إلى رتبة فأريات الشكل. أجناسها ستة، وأنواعها 37. وهي تشمل المناجذ وجرذان الخيزران [الإنجليزية] وجرذان الزوكور [الإنجليزية]. أعطانها شرق آسيا والقرن الإفريقي والشرق الأوسط وجنوب شرق أوروبا.